# Río Acis
El río Acis (del griego Ἄκις, Akis), también conocido como río Aci o Jaci era un río localizado en las cercanías de Acireale en la Sicilia oriental, donde se desarrolló un episodio de la mitología griega. 
Los griegos le llamaban Akis (o Acium, posteriormente) y dio su nombre a toda la zona y a los municipios que aún ocupan el territorio adyacente (incluyendo Acireale). Ha sido identificado por algunos con el actual torrente Lavinaio, que pasa entre Acireale y Aci Catena con desembocadura en Capo Mulini. La mitología griega construyó sobre el río el mito del amor entre el pastor Acis y la nereida Galatea y que, tras la muerte del primero, se transformaron respectivamente en el río Acis y en la espuma del mar. Este amor fue transmitido por los poetas Teócrito, Virgilio y Ovidio.
El río es mencionado por el poeta latino Ovidio, que hacia el año 25 a. C. hizo un largo viaje por Sicilia, y en el IV Libro de los Fasti, menciona el rapto de Proserpina  en el lago Pergusa y las andanzas desesperadas de su madre Ceres para buscarla: 
"...La diosa dejó atrás a la ciudad de Leontini y el río Amenano y la orilla verde del Acis...".
El río Acis también es mencionado por el famoso Idrisi, geógrafo de la corte del rey normando Roger, en su larga lista de catalogación topográfica de Sicilia, que figura en el El Libro de Roger. En él, describe todos los puertos y lugares de desembarque de la costa siciliana dando también las distancias en millas:
"Desde Catania... a Ognina, tres millas; a la roca de los Cíclopes, tres millas; al río Acis, tres millas..."
Aunque no es posible determinar su ubicación exacta, por las diferentes erupciones volcánicas del volcán Etna, especialmente la de 1169 que llegó al mar al norte de Catania.